# Łozowe (sielsowiet Worniany)
Łozowe (biał. Лазавыя, Łazawyja; ros. Лозовые, Łozowyje) – wieś na Białorusi, w obwodzie grodzieńskim, w rejonie ostrowieckim, w sielsowiecie Worniany.

## Historia
W XIX i w początkach XX w. zaścianek położony w Rosji, w guberni wileńskiej, w powiecie wileńskim. Po I wojnie światowej pod administracją polską, w Zarządzie Cywilnym Ziem Wschodnich, w okręgu wileńskim, w powiecie wileńskim. W latach 1920–1922 w składzie Litwy Środkowej.
Od 11 kwietnia 1922 leżały w Polsce, w województwie wileńskim, w powiecie wileńsko-trockim, w gminie Worniany. Były to wówczas dwie osobne wsie: południowa część współczesnej wsi nosiła nazwę Łozowe, północna natomiast nazywała się Łozowe-Batraki.
Po II wojnie światowej w granicach Związku Sowieckiego. Od 1991 w niepodległej Białorusi.